# Josef Rejlek
Josef Rejlek (28. června 1888, Čekanice u Tábora – 28. ledna 1958, Beroun) byl český překladatel z francouzštiny.

## Život
Pocházel z rolnické rodiny. Vystudoval gymnázium v Táboře, maturoval v roce 1906. Poté studoval na filosofické fakultě Univerzity Karlovy němčinu a francouzštinu. V zimě 1907/1908 pobýval studijně ve Francii. Studium zakončil v roce 1910. Po ukončení studií působil od roku 1912 jako středoškolský profesor v Berouně. Během 1. světové války byl odveden na frontu. Po návratu působil opět na gymnáziu v Berouně.

## Dílo
Byl členem skupiny překladatelů Jihočeská Theléma, která kolektivně přeložila knihu Françoise Rabelaise Gargantua a Pantagruel (kompletní překlad vyšel v roce 1931). V rámci tohoto díla se věnoval i redakčním pracím a psaní poznámek a vysvětlivek. Vedle toho překládal též díla Augusta Villiers de l'Isle Adam a Antoina Françoise Prévosta.

## Spisy

### Překlady
- François Rabelais: Gargantua a Pantagruel (v rámci kolektivního překladu Jihočeské Thelémy), Praha, Družstevní práce, 1931, další vydání 1953, 1968
- Auguste Villiers de l'Isle Adam: Tribulat Bonhomet, KDA, svazek 89–90, Praha, Kamilla Neumannová, 1912, další vydání: Ladislav Kuncíř, 1930
- Antoine François Prévost: Zpověď milence, Praha, F. Topič, 1923